# 中野道雄
中野 道雄（なかの みちお、1936年7月 - ）は、日本の英語学者、神戸市外国語大学名誉教授。

## 人物
1960年、神戸市外国語大学英語科卒。1970年、同大学院修士課程修了。同大学助手、講師、助教授を経て、教授。2001年、「動作と行動の意味論」で神戸市外国語大学文学博士。2002年、定年退官、名誉教授、就実大学教授。2003年、退職。日英語比較論が専門。2015年春の叙勲で瑞宝中綬章受章。

## 著書

### 単著
- ジェスチュアの英語 創元社 1977.9
- 日英語対照研究 神戸市外国語大学外国学研究所 1981.3
- 翻訳を考える 日本語の世界・英語の世界 三省堂 1994.4
- 行動の意味  神戸市外国語大学外国学研究所 1997.12
- 動作と行動の意味論 非言語伝達の研究 英宝社 2002

### 共著
- 日本人と英米人 身ぶり・行動パターンの比較 ジェイムズ・カーカップ 大修館書店 1973
- 日本文学英訳の優雅な技術 ジェイムズ・カーカップ 研究社出版 1973
- 日英比較ボディ・ランゲージ事典 ジェイムズ・カーカップ 大修館書店 1985.12
- 英語世界へのアプローチ 就実女子大学英文学会 御手洗博,押谷善一郎共編 大阪教育図書 2003.2

### 翻訳
- 布引の滝のうた ファラ・ディビッド 審美社 2003.11